# شهرستان دانینگ
شهرستان دانینگ (به لاتین: Daning County) یک منطقهٔ مسکونی در چین است که در لینفن واقع شده‌است.